# Hieracium amplexicaule
Lo sparviere a foglie abbraccianti (nome scientifico Hieracium amplexicaule L., 1753) è una specie di pianta angiosperma dicotiledone della famiglia delle Asteraceae.

## Etimologia
Il nome generico (Hieracium) deriva dalla parola greca hierax o hierakion (= sparviere, falco). Il nome del genere è stato dato dal botanico francese Joseph Pitton de Tournefort (1656 - 1708) rifacendosi probabilmente ad alcuni scritti del naturalista romano Gaio Plinio Secondo (23 - 79) nei quali, secondo la tradizione, i rapaci si servivano di questa pianta per irrobustire la loro vista. L'epiteto specifico (amplexicaule) fa riferimento alla tipica forma delle foglie circondanti lo stelo.

Il binomio scientifico della pianta è stato proposto da Carl von Linné (1707 – 1778) biologo e scrittore svedese, considerato il padre della moderna classificazione scientifica degli organismi viventi, nella pubblicazione "Species Plantarum - 2: 803" del 1753.

## Descrizione

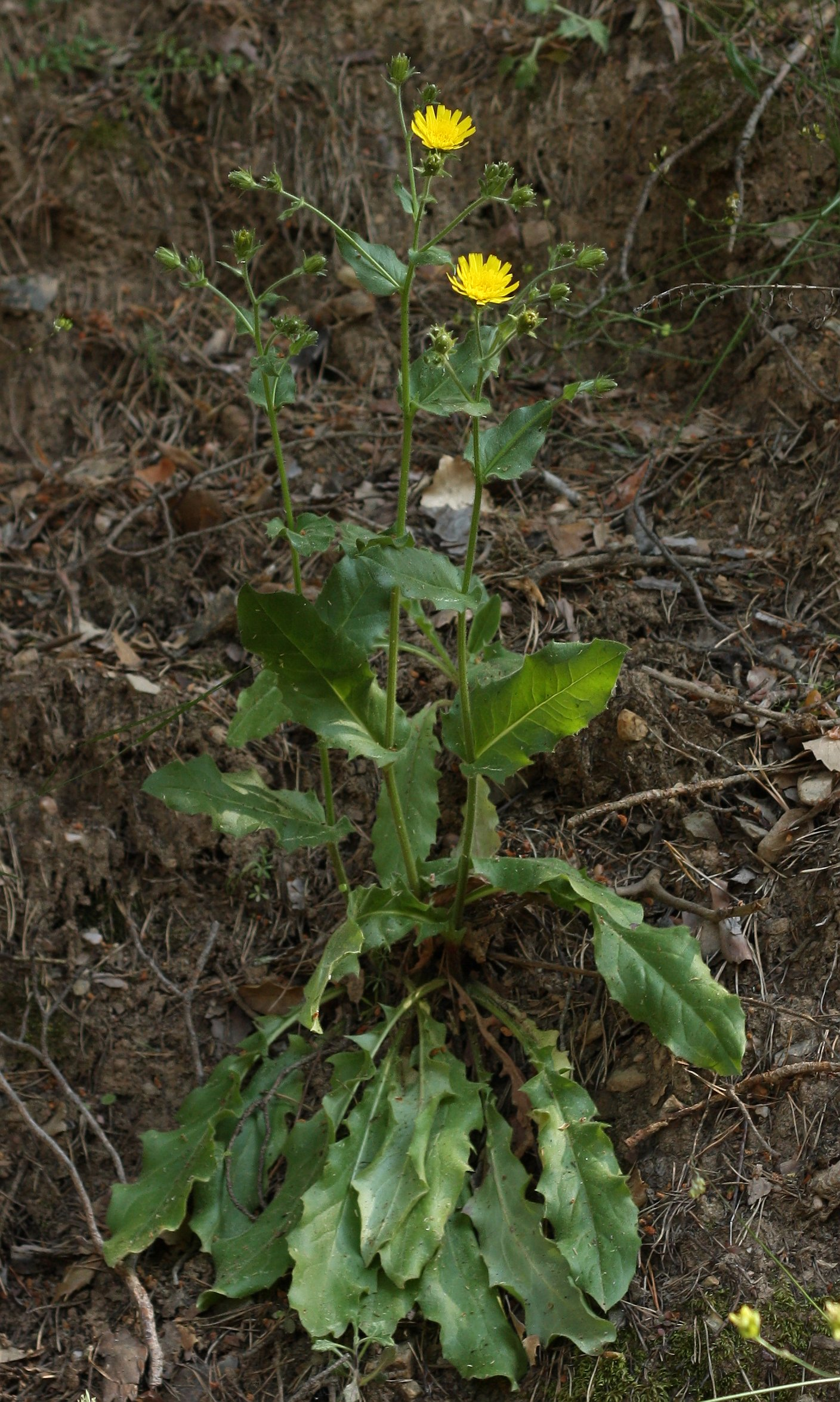
Il portamento
Hieracium amplexicaule

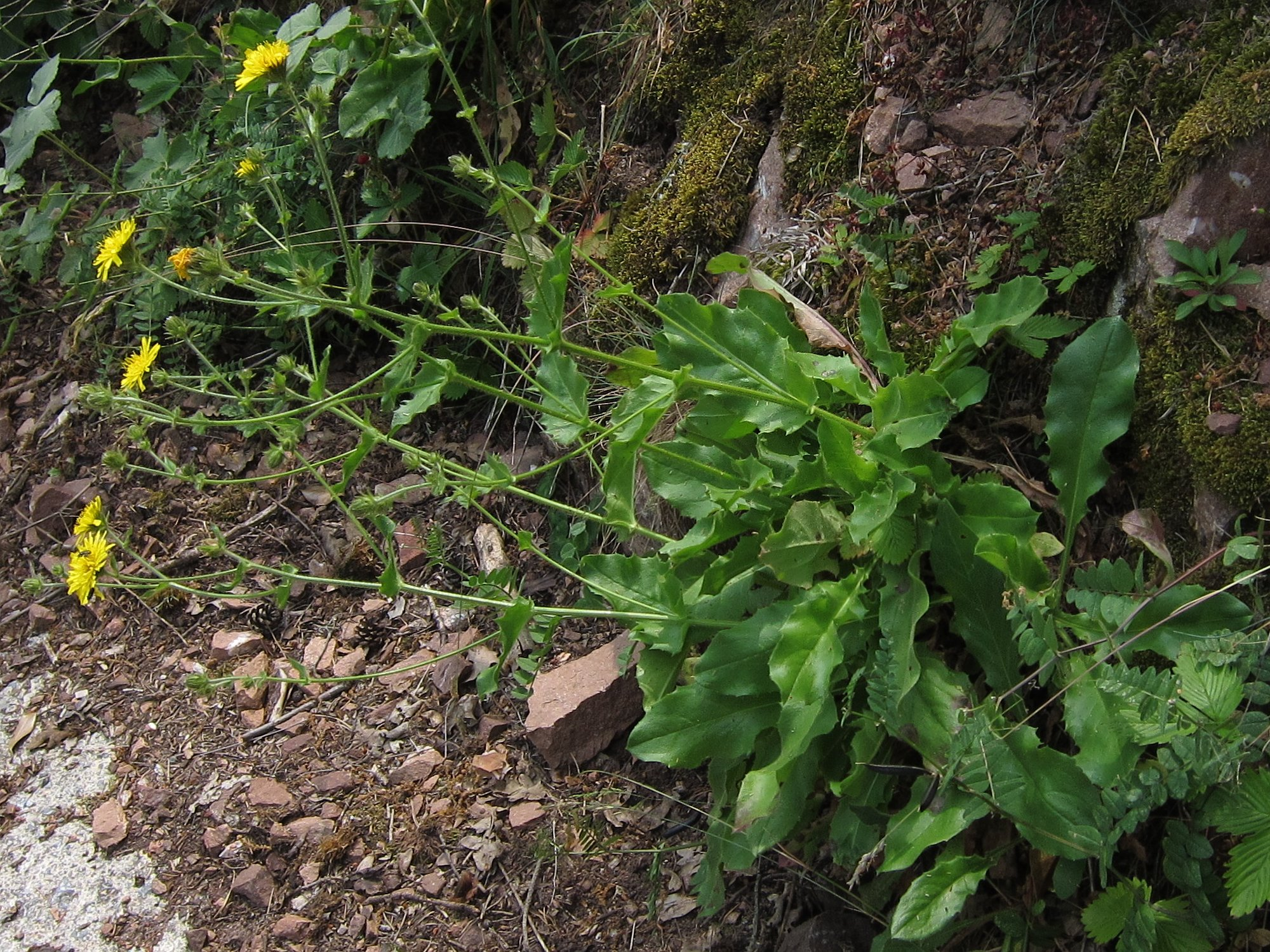
Le foglie
Hieracium amplexicaule

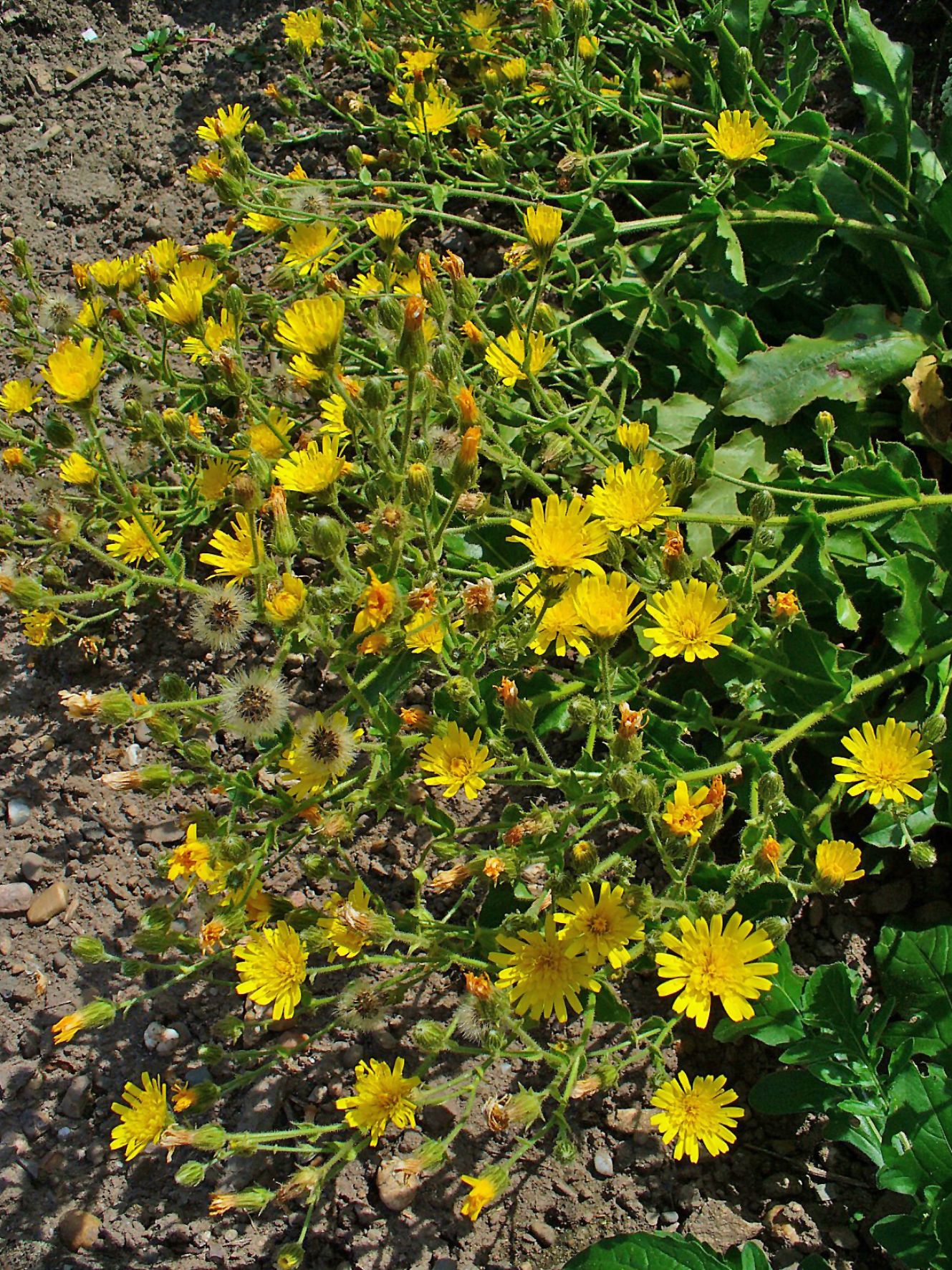
Infiorescenza
Hieracium amplexicaule

Habitus. La forma biologica è emicriptofita scaposa (H scap), ossia in generale sono piante erbacee, a ciclo biologico perenne, con gemme svernanti al livello del suolo e protette dalla lettiera o dalla neve ed hanno l'asse fiorale eretto e spesso privo di foglie. L'Hieracium amplexicaule è vischioso per fitti peli ghiandolari (non piumosi) ed è provvisto di lattice (i vasi latticiferi sono anastomizzati). Questa pianta, priva di stoloni, viene definita di tipo " fillopode" in quanto le foglie basali formano una rosetta e sono presenti alla fioritura.
Radici. Le radici sono fittonanti.
Fusto. La parte aerea del fusto è ascendente o eretta e in tutti i casi è robusta; nella parte alta è ramosa con formazioni corimbose. In questa pianta sia le foglie cauline che i capolini sono numerosi; mentre il numero dei fusti per pianta varia da 4 a numerosi. L'acladio (la parte del fusto compresa tra il capolino e la prima ramificazione sottostante) è breve ed è di 2,5 cm. La pubescenza del fusto è di tipo ghiandolare (peli molto fitti e di colore giallastro) insieme a sparsi peli semplici. Questa pianta può raggiungere una altezza compresa tra 20 – 50 cm.
Foglie. Le foglie si dividono in basali e cauline. Le foglie basali, da 2 a 5, formano una rosetta ed hanno una lamina da lineare-spatolata a oblanceolata, il contorno è formato da brevi denti acuti e distanziati; sono brevemente picciolate. Le foglie cauline, da 3 a 6, hanno delle forme da ovali a lanceolate, la base è allargata e amplissicaule; i bordi sono interi o ondulati o più o meno dentati. La pubescenza delle foglie è di tipo ghiandolare (peli molto fitti) insieme a peli, da abbondanti a sparsi, di tipo stellato. Il colore delle foglie (e di tutta la pianta) è verde chiaro. Dimensioni delle foglie basali: larghezza 2 – 3 cm; lunghezza 10 – 15 cm.
Infiorescenza. Le infiorescenze sono composte da 3 - 6 (massimo 30) capolini peduncolati. La pubescenza del peduncolo è di tipo ghiandolare (peli molto fitti) insieme a peli, da abbondanti a sparsi, di tipo stellato. I capolini sono formati da un involucro cilindrico composto da brattee (o squame) disposte su 2 serie (interne ed esterne) in modo embricato, all'interno delle quali un ricettacolo fa da base ai fiori tutti ligulati. La pubescenza dell'involucro è di tipo ghiandolare (peli molto fitti) insieme a peli, da abbondanti a sparsi, di tipo stellato. Il ricettacolo, nudo, cioè privo di pagliette a protezione della base dei fiori, è provvisto di fossette (alveoli) dentellate sul bordo e cigliate. Dimensione dell'involucro: larghezza 7 – 9 mm; lunghezza 12 – 16 mm. Diametro del capolino: 30 – 45 mm.
Fiore. I fiori sono tutti del tipo ligulato (il tipo tubuloso, i fiori del disco, presente nella maggioranza delle Asteraceae, qui è assente), sono tetra-ciclici (ossia sono presenti 4 verticilli: calice – corolla – androceo – gineceo) e pentameri (ogni verticillo ha 5 elementi). I fiori sono ermafroditi e zigomorfi.
- Formula fiorale:

*/x K {\displaystyle \infty }, [C (5), A (5)], G 2 (infero), achenio
- Calice: i sepali del calice sono ridotti ad una coroncina di squame.
- Corolla: le corolle sono formate da un tubo e da una ligula terminante con 5 denti; il colore è giallo. I dentelli apicali sono cigliati. Dimensioni delle ligule: larghezza 2 mm; lunghezza 15 – 20 mm.
- Androceo: gli stami sono 5 con filamenti liberi, mentre le antere sono saldate in un manicotto (o tubo) circondante lo stilo.[18] Le antere alla base sono acute. Il polline è tricolporato.[19]
- Gineceo: lo stilo giallo (con tendenza al nerastro) è filiforme e peloso sul lato inferiore; gli stigmi dello stilo sono due divergenti. L'ovario è infero uniloculare formato da 2 carpelli. La superficie stigmatica è interna.[20]
- Fioritura: da maggio ad agosto.

Frutti. I frutti sono degli acheni con pappo. Gli acheni, colorati di castagno chiaro/scuro o bruno-rossastro, a forma colonnare sono ristretti alla base, mentre la superficie è provvista di 10 coste che nella parte apicale confluiscono in un orlo anulare. Il pappo è formato da setole semplici, color bianco sporco, disposte su due serie (quelle interne sono più lunghe e più rigide, quelle esterne sono fragili). Dimensione degli acheni: 3 – 4 mm.

## Biologia
- Impollinazione: l'impollinazione avviene tramite insetti (impollinazione entomogama tramite farfalle diurne e notturne).
- Riproduzione: la fecondazione avviene fondamentalmente tramite l'impollinazione dei fiori (vedi sopra).
- Dispersione: i semi (gli acheni) cadendo a terra sono successivamente dispersi soprattutto da insetti tipo formiche (disseminazione mirmecoria). In questo tipo di piante avviene anche un altro tipo di dispersione: zoocoria. Infatti gli uncini delle brattee dell'involucro si agganciano ai peli degli animali di passaggio disperdendo così anche su lunghe distanze i semi della pianta.

## Distribuzione e habitat

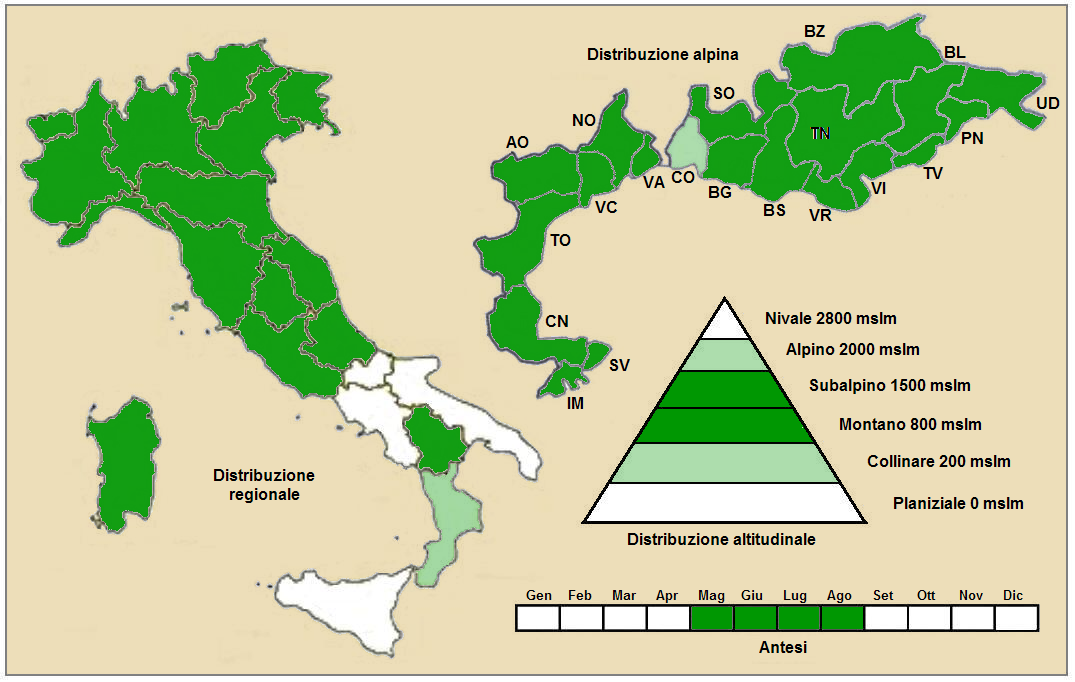
Distribuzione della pianta
(Distribuzione regionale – Distribuzione alpina)

- Geoelemento: il tipo corologico (area di origine) è Orofita - Ovest Mediterraneo.
- Distribuzione: in Italia è rara e si trova solamente sul continente. Inoltre è presente su tutta la catena alpina. Sugli altri rilievi europei collegati alle Alpi si trova nella Foresta Nera, Massiccio del Giura, Massiccio Centrale, Pirenei e Alpi Dinariche.[22] Altrove è presente in Gran Bretagna e Magreb.[2]
- Habitat: l'habitat tipico per questa specie sono le rupi e i pendii sassosi. Il substrato preferito è sia calcareo che siliceo con pH neutro, bassi valori nutrizionali del terreno che deve essere secco.[22]
- Distribuzione altitudinale: sui rilievi queste piante si possono trovare da 220 fino a 2.100 m s.l.m. (massimo 2.600 m s.l.m.); frequentano quindi i seguenti piani vegetazionali: montano e subalpino, e in parte quello alpino e collinare.

### Fitosociologia
Dal punto di vista fitosociologico alpino Hieracium amplexicaule appartiene alla seguente comunità vegetale:
Formazione: delle comunità delle fessure, delle rupi e dei ghiaioni
Classe: Asplenietea trichomanis

## Tassonomia
La famiglia di appartenenza di questa voce (Asteraceae o Compositae, nomen conservandum) probabilmente originaria del Sud America, è la più numerosa del mondo vegetale, comprende oltre 23.000 specie distribuite su 1.535 generi, oppure 22.750 specie e 1.530 generi secondo altre fonti (una delle checklist più aggiornata elenca fino a 1.679 generi). La famiglia attualmente (2021) è divisa in 16 sottofamiglie.

### Filogenesi
Il genere di questa voce appartiene alla sottotribù Hieraciinae della tribù Cichorieae (unica tribù della sottofamiglia Cichorioideae). In base ai dati filogenetici la sottofamiglia Cichorioideae è il terz'ultimo gruppo che si è separato dal nucleo delle Asteraceae (gli ultimi due sono Corymbioideae e Asteroideae). La sottotribù Hieraciinae fa parte del "quinto" clade della tribù; in questo clade è posizionata alla base ed è "sorella al resto del gruppo comprendente, tra le altre, le sottotribù Microseridinae e Cichoriinae. Il genere  Hieracium (insieme al genere Pilosella) costituisce il nucleo principale della sottotribù Hieraciinae e formano (insieme ad altri generi minori) un "gruppo fratello" posizionato nel "core" delle Hieraciinae.
Il genere Hieracium è un genere estremamente polimorfo con maggioranza di specie apomittiche. Di questo genere sono descritte circa 1000 specie sessuali e oltre 3000 specie apomittiche, delle quali circa 250 e più sono presenti nella flora spontanea italiana. Alcuni taxon collegati alle varie specie del genere sono sottospecie, altri sono considerati aggregati (o inclusi), e altri ancora sono considerati "intermediari" (o impropriamente ibridi in quanto queste specie essendo apomittiche non si incrociano e quindi non danno prole feconda) con altre specie. A causa di ciò si pongono dei problemi di sistematica quasi insolubili e per avere uno sguardo d'insieme su questa grande variabilità può essere necessario assumere un diverso concetto di specie. Qui in particolare viene seguita la suddivisione del materiale botanico in sezioni così come sono elencate nell'ultima versione della "Flora d'Italia".
La specie di questa voce è descritta all'interno della sezione Hieracium sect. Amplexicaulia   (Griseb) Scheele  i cui caratteri principali sono:
- tutte le parti della pianta sono provviste di peli ghiandolari;
- la parte alta del fusto può essere vischiosa;
- i peli ghiandolari dei margini delle foglie sono da densi fino a ad abbondantissimi;
- le foglie cauline sono quasi sempre amplexicauli;
- i denti delle ligule sono cigliati;
- i margini degli alveoli del ricettacolo sono cigliato dentati..

La specie H. amplexicaule è invece individuata dai seguenti ulteriori caratteri:
- la pianta è di tipo fillipode;
- le foglie cauline sono da 3 a 6 (massimo 10);
- i rami della sinfiorescenza sono da 2 a 4;
- numero massimo di capolini per pianta: 25 - 30.

L'indumentum è uno degli elementi più importanti per distinguere le varie specie. H. amplexicaule è caratterizzato dalla seguente pubescenza:
| Tipo peli        | Caule | Foglie                                       | Peduncoli dei capolini                                        | Brattee involucrali        |
| ---------------- | --- | -------------------------------------------- | ------------------------------------------------------------- | -------------------------- |
| Peli semplici    | Da assenti a molto abbondanti (pianta eriopode); lunghi 2 – 3 mm; molli e colorati di bianco                     | Da assenti a densi (simili a quelli caulini) | Da assenti a sparsi; lunghi 2 – 3 mm; da bianchi a giallastri | Assenti                    |
| Peli ghiandolari | Da assenti a molto abbondanti; lunghi 0,5 - 1,5 mm; i peduncoli sono giallastri, mentre le ghiandole sono gialle | Come i caulini                               | Come i caulini ma alla base sono neri                         | Densi; lunghi 0,3 - 1,3 mm |
| Peli stellati    | Assenti | Solamente lungo le nervature dorsali         | Densi                                                         | Assenti                    |

Il numero cromosomico di H. amplexicaule è: 2n = 18, 27 e 36.

#### Sottospecie
Per questa specie sono riconosciute le seguenti sottospecie, alcune delle quali sono presenti nella flora spontanea italiana:
- Hieracium amplexicaule subsp. amplexicaule - Distribuzione: Italia (Alpi e Appennini), Europa occidentale e Marocco.
- Hieracium amplexicaule subsp. atlanticum (Fr.) Zahn, 1921 - Distribuzione: Algeria e Marocco.
- Hieracium amplexicaule subsp. attracticaule (Arv.-Touv.) Greuter, 2007 - Distribuzione: Spagna
- Hieracium amplexicaule subsp. balleyanum Zahn, 1921 - Distribuzione: Francia
- Hieracium amplexicaule subsp. belveriense (Arv.-Touv. & Gaut.) Zahn, 1921 - Distribuzione: Spagna
- Hieracium amplexicaule subsp. berardianoides Zahn, 1921 - Distribuzione: Italia e Francia
- Hieracium amplexicaule subsp. berardianum (Arv.-Touv.) Zahn, 1901 - Distribuzione: Italia (Alpi e Appennini), Europa occidentale e Magreb
- Hieracium amplexicaule subsp. cadinense (Evers) Zahn, 1921 - Distribuzione: Italia (Trentino-Alto Adige) e Alpi (fino alla Penisola Balcanica)
- Hieracium amplexicaule subsp. chenevardianum Zahn, 1905 - Distribuzione: Italia (Alpi occidentali), Europa occidentale
- Hieracium amplexicaule subsp. euplecum (Sudre) Zahn, 1921 - Distribuzione: Francia
- Hieracium amplexicaule subsp. fouresii (Sudre) Zahn, 1921 - Distribuzione: Francia
- Hieracium amplexicaule subsp. neopetraeum Zahn, 1921 - Distribuzione: Italia
- Hieracium amplexicaule subsp. olivicolor Jahand. & Zahn, 1925 - Distribuzione: Marocco
- Hieracium amplexicaule subsp. peyerimhoffii (Maire) Zahn, 1923 - Distribuzione: Algeria
- Hieracium amplexicaule subsp. pseudocerinthoides (Arv.-Touv.) Zahn, 1936 - Distribuzione: Francia
- Hieracium amplexicaule subsp. pseudoligusticum (Gremli) Zahn, 1905 - Distribuzione: Italia (Alpi e Appennini), Svizzera e Francia
- Hieracium amplexicaule subsp. pulmonarioides (Vill.) Zahn, 1905 - Distribuzione: Italia (Alpi e Appennini) e Europa occidentale
- Hieracium amplexicaule subsp. segranum (Arv.-Touv.) Zahn, 1923 - Distribuzione: Spagna
- Hieracium amplexicaule subsp. shuttleworthianum (Rouy) Zahn, 1923 - Distribuzione: Francia
- Hieracium amplexicaule subsp. sonchophyllum (Arv.-Touv. & Cadevall) Zahn, 1923 - Distribuzione: Monti Pirenei
- Hieracium amplexicaule subsp. spelaeum (Arv.-Touv.) Zahn, 1905 - Distribuzione: Italia (Alpi e Appennini) e Europa occidentale

### Sinonimi
Questa entità ha avuto nel tempo diverse nomenclature. L'elenco seguente indica alcuni tra i sinonimi più frequenti:
Sinonimi della sottospecie amplexicaule
- Catonia cordifolia Moench
- Hieracium amplexicaule subsp. attracticaule (Arv.-Touv.) Greuter
- Hieracium attracticaule  Arv.-Touv.
- Hieracium balsameum  Asso.
- Hieracium tappeineri  Dalla Torre & Sarnth.
- Lepicaune balsamea  Lapeyr.

Sinonimi della sottospecie atlanticum
- Hieracium atlanticum Fr.

Sinonimi della sottospecie cadinense
- Hieracium cadinense Evers

Sinonimi della sottospecie fouresii
- Hieracium fouresii Sudre

Sinonimi della sottospecie peyerimhoffii
- Hieracium peyerimhoffii Maire

Sinonimi della sottospecie pseudoligusticum
- Hieracium garidelianum Arv.-Touv. & Gaut.
- Hieracium pseudoligusticum  Gremli

Sinonimi della sottospecie pulmonarioides
- Hieracium amplexicaule subsp. belveriense  (Arv.-Touv. & Gaut.) Zahn
- Hieracium amplexicaule subsp. chenevardianum  Zahn
- Hieracium amplexicaule subsp. sonchophyllum  (Arv.-Touv. & Cadevall) Zahn
- Hieracium belveriense  Arv.-Touv. & Gaut.
- Hieracium chenevardianum  (Zahn) Prain
- Hieracium pulmonarioides  Vill.
- Hieracium pulmonarioides subsp. belveriense  (Arv.-Touv. & Gaut.) Greuter
- Hieracium pulmonarioides subsp. chenevardianum  (Zahn) Greuter
- Hieracium sonchophyllum  Arv.-Touv. & Cadevall
- Hieracium valbusanum  Arv.-Touv. & Belli
- Hieracium vidalianum  Arv.-Touv.

Sinonimi della sottospecie shuttleworthianum
- Hieracium shuttleworthianum Rouy

Sinonimi della sottospecie spelaeum
- Hieracium amplexicaule var. spelaeum Arv.-Touv.
- Hieracium pulmonarioides subsp. spelaeum  (Arv.-Touv.) Greuter
- Hieracium speluncarum  Arv.-Touv.